# Jameel McKay
Jameel McKay (Milwaukee, 14 settembre 1992) è un cestista statunitense.

## Palmarès
- Campionato australiano: 1

Perth Wildcats: 2016-2017